# 黒羽保
黒羽 保（くろは たもつ、12月1日 - ）は、日本の男性声優。プロダクション・エース所属。茨城県出身。

## 人物
以前はぷろだくしょんバオバブに所属していたが、フリーを経てプロダクション・エース所属となる。
特技はストリートダンス、スピードスケート。趣味は製品の製造元調べ、神話研究、八極拳、トロンボーン。
方言は茨城弁。

## 出演作品

### テレビアニメ
- 終末なにしてますか? 忙しいですか? 救ってもらっていいですか?（2017年、兵士B）

### ゲーム
- エルダースクロールオンライン
- ウォッチドッグス2
- フォーオナー
- 神話創世RPGアマデウス03 絶界九龍城（ヒュプノス、タナトス、ダオロス）

### 吹き替え

#### 映画
- 沈黙の帝王（クロナス）
- ハッピーエンドが書けるまで（ジェイソン）
- ベテラン（ヨンフン）
- マーターズ（ブライアン）
- 未来を生きる君たちへ（ソフス）
- ラスト・ボディガード（トム）

#### ドラマ
- フィアー・ザ・ウォーキング・デッド シーズン2（デレク）
- トランスペアレント シーズン3

### ボイスオーバー
- アメリカお宝鑑定団ポーンスターズ
- 英雄たちの選択（天草四郎、伊達政宗、徳川秀忠）
- スッキリ!!
- タイニーハウス〜大きなアメリカの極端に小さな家〜
- 刀剣の鉄人

### オーディオブック
- 高橋ダン、高橋晴美『僕がウォール街で学んだ勝利の投資術 億り人へのパスポート渡します』（2021年）
- 伊沢拓司『勉強大全 ひとりひとりにフィットする1からの勉強法』（2021年）
- 池上彰『池上彰と考える 「死」とは何だろう』（2021年）